# U.S. Pro Indoor 1996
Lo U.S. Pro Indoor 1996  è stato un torneo di tennis giocato sul cemento indoor. 
È stata la 29ª edizione dello U.S. Pro Indoor che fa parte della categoria Championship Series nell'ambito dell'ATP Tour 1996. 
Si è giocato al Wachovia Spectrum di Filadelfia, Pennsylvania negli Stati Uniti dal 26 febbraio al 4 marzo 1996.

## Campioni

### Singolare
Jim Courier ha battuto in finale  Chris Woodruff con il punteggio di 6–4, 6–3

### Doppio
Todd Woodbridge /  Mark Woodforde hanno battuto in finale  Byron Black /  Grant Connell con il punteggio di 7–6, 6–2